# Der falsche Nero

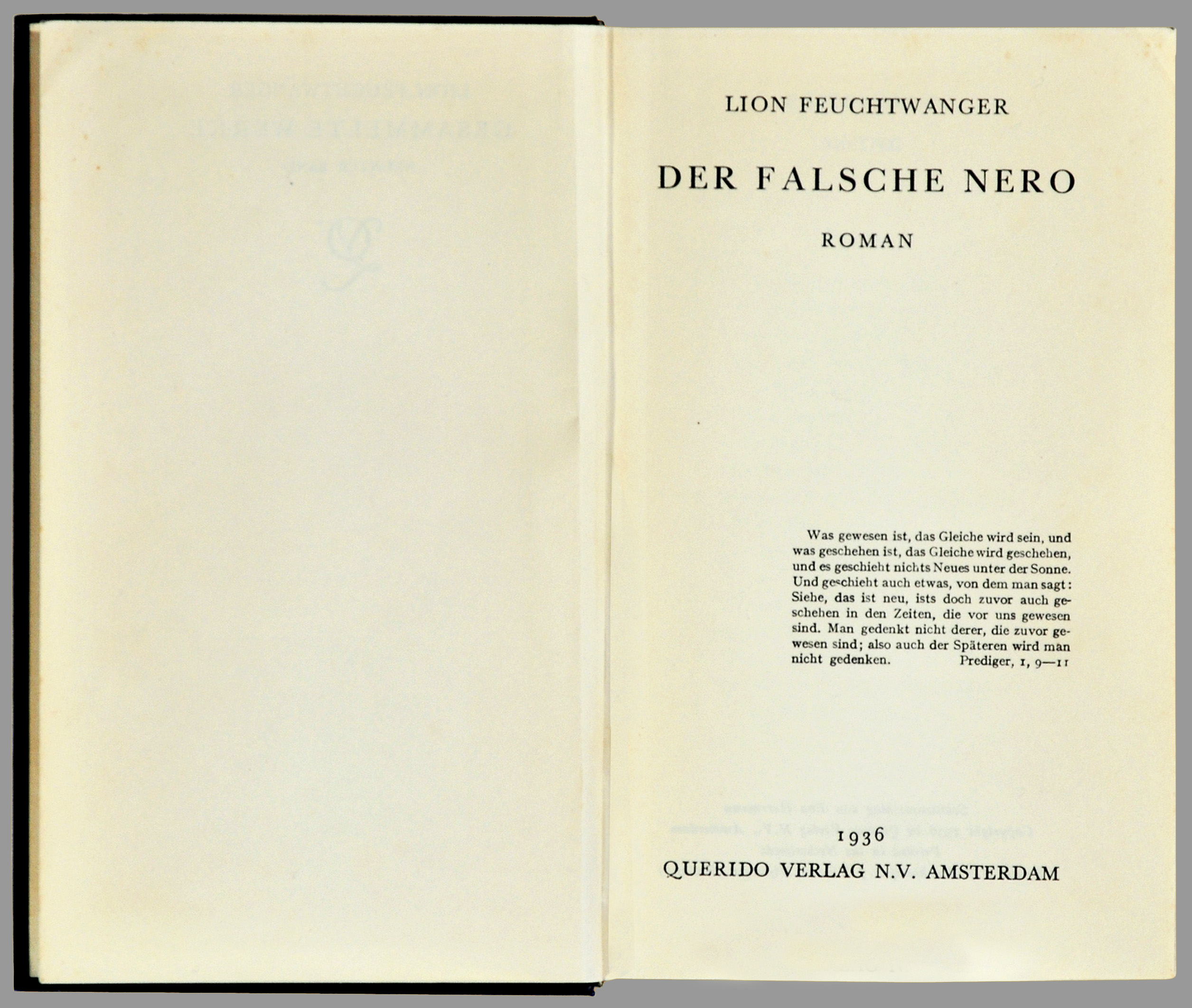
Titelblatt des Erstdrucks 1936

Der falsche Nero ist ein Roman von Lion Feuchtwanger. Der Roman erschien erstmals 1936 im Querido-Verlag, Amsterdam. In Deutschland konnte er erst 1947 im Aufbau-Verlag erscheinen. Der Roman wurde in zahlreiche Sprachen übersetzt und erfreut sich auch heute noch großer Beliebtheit.

## Inhalt
Die Handlung spielt in Syrien zur Zeit des römischen Kaisers Titus, elf Jahre nach dem Tod des Kaisers Nero. Der frühere Senator Varro hat sich nach Syrien zurückgezogen, seine einstigen Machtbefugnisse hat er unter dem neuen Kaiserhaus verloren. Zu allem Überfluss wird mit Gouverneur Cejon ein alter Jugendfeind Varros in die syrische Provinz beordert. Um diesem seinen immer noch großen Einfluss zu beweisen, lässt er den arbeitsscheuen Töpfer Terenz in die Rolle des toten Kaisers Nero schlüpfen, um seine politischen Ziele durchzusetzen. Durch dessen verblüffende Ähnlichkeit und großes schauspielerisches Talent glaubt auch bald das Volk an die Wiederauferstehung des Nero. Berauscht von dem Jubel um seine Person und angestachelt von seinem Buchhalter Knops und dem römischen General Trebon, gerät die Marionette Varros außer Kontrolle.

## Interpretation
Mit Blick auf den historischen Hintergrund der Entstehungszeit dieses Romans wird das Buch weithin als eine Satire über das NS-Regime angesehen. Ohne dass die Verarbeitung des teilweise historischen Stoffs für Feuchtwangers „Falschen Nero“ wie eine Schablone auf die historische Realität der NS-Diktatur gelegt werden kann, so tragen einige Figuren unverkennbare Charakteristika der damals führenden NS-Persönlichkeiten. So findet man in der Darstellung des Terenz Charakterzüge Adolf Hitlers wieder, Terenz’ Berater Knops trägt Eigenschaften Joseph Goebbels’, und in der Darstellung des römischen Generals Trebon kann man Hermann Göring wiederfinden.
Die große Flut auf die Stadt Apamea, welche von Terenz’ Leuten angezettelt wurde und wofür dann die Christen beschuldigt wurden, entspräche dem Reichstagsbrand von 1933, hinter dem Feuchtwanger die Nationalsozialisten selbst vermutete. Die „Woche der Messer und Dolche“, in der Knops und Trebon sich als die „Rächer Neros“ aufspielen und angebliche Staatsfeinde beseitigen lassen, hat eine Parallele im Röhm-Putsch, der auch als Nacht der langen Messer bezeichnet wird.
Die Unterschiede zwischen der NS-Realität und der Handlung des Buches sind vor allem, dass die Herrschaft zunächst keine Idee des Töpfers Terenz ist und sein Verlangen nach Repräsentation und Ruhm – im Gegensatz zu Hitler – keine direkte, politische Dimension hat. Auch bezweckte Varro – der eigentliche Drahtzieher – mit seinem „Experiment Nero“ keine Herrschaft einer angeblich höheren Rasse, vielmehr bewogen ihn romantisch-humanistische Gründe, nämlich die Verschmelzung von Ost und West.
Ebenfalls ist ein metaphorischer Vergleich denkbar, eine Kritik an der Verblendung der Masse. Zum Beispiel reagiert das Volk auf die Proskriptionen und die Nacht der Ermordung Aufsässiger und unbequemer Bürger nicht nur mit Abscheu und Empörung, sondern auch mit Ehrfurcht und Bewunderung: „Die Massen, nach dem ersten Schreck, liebten und verehrten ihren Nero nur um so mehr wegen seiner Energie und finstern Pracht, und sie vergaßen ihren zunehmenden Hunger über die Größe ihres Kaisers.“ Ebenso spitz zeigt Feuchtwanger auf, wie schnell eine jede Herrschaft ihren Glanz verlieren kann: „Nero war Nero, solange man an ihn glaubte.“

## Ausgaben
- Erstausgabe: Querido, Amsterdam 1936, 422 S.
- Englische Übersetzung: The Pretender. Übersetzt von Willa und Edwin Muir. Viking Press, New York 1937
- DDR: Aufbau Verlag, Berlin 1947.
- Gesammelte Werke in Einzelbänden. Bd. 9. Aufbau, Berlin 1994, ISBN 3-351-02209-3
- Taschenbuch: Aufbau Taschenbuchverlag, Berlin 2008 (3. Aufl.), ISBN 978-3-7466-5632-8